# العلاقات الباكستانية الشمال مقدونية
العلاقات الباكستانية الشمال مقدونية هي العلاقات الثنائية التي تجمع بين باكستان وشمال مقدونيا.

## مقارنة بين البلدين
هذه مقارنة عامة ومرجعية للدولتين:
| وجه المقارنة                                              | باكستان                     | شمال مقدونيا                                               |
| --------------------------------------------------------- | --------------------------- | ---------------------------------------------------------- |
| المساحة (كم2)                                             | 881.91 ألف                  | 25.71 ألف                                                  |
| عدد السكان (نسمة)                                         | 197.02 مليون                | 2.08 مليون                                                 |
| الكثافة السكانية (ن./كم²)                                 | 223.4                       | 80.9                                                       |
| العاصمة                                                   | إسلام آباد                  | إسكوبية                                                    |
| اللغة الرسمية                                             | لغة إنجليزية، اللغة الأردية | اللغة المقدونية، اللغة الألبانية                           |
| العملة                                                    | روبية باكستانية             | دينار مقدوني                                               |
| الناتج المحلي الإجمالي (بليون دولار)                      | 304.95 مليار                | 11.34 مليار                                                |
| الناتج المحلي الإجمالي (تعادل القوة الشرائية) بليون دولار | 946.67 مليار                | 29.26 مليار                                                |
| الناتج المحلي الإجمالي الاسمي للفرد دولار أمريكي          | 1.43 ألف                    | 4.85 ألف                                                   |
| الناتج المحلي الإجمالي للفرد دولار أمريكي                 | 4.81 ألف                    | 16.25 ألف                                                  |
| مؤشر التنمية البشرية                                      | 0.538                       | 0.747                                                      |
| رمز المكالمات الدولي                                      | +92                         | +389                                                       |
| رمز الإنترنت                                              | .pk                         | .mk                                                        |
| المنطقة الزمنية                                           | ت ع م+05:00                 | توقيت وسط أوروبا، ت ع م+01:00، ت ع م+02:00، أوروبا/سكوبيه ‏ |

## منظمات دولية مشتركة
يشترك البلدان في عضوية مجموعة من المنظمات الدولية، منها:
| علم المنظمة | اسم المنظمة                               | تاريخ انضمام باكستان | تاريخ انضمام شمال مقدونيا |
| ----------- | ----------------------------------------- | -------------------- | ------------------------- |
|             | يونسكو                                    | 14 سبتمبر 1949       | 28 يونيو 1993             |
|             | وكالة ضمان الاستثمار متعدد الأطراف        | 12 أبريل 1988        | 19 مارس 1993              |
|             | الأمم المتحدة                             | 30 سبتمبر 1947       | 8 أبريل 1993              |
|             | الاتحاد البريدي العالمي                   | ?                    | ?                         |
|             | البنك الدولي للإنشاء والتعمير             | 11 يوليو 1950        | 25 فبراير 1993            |
|             | الاتحاد الدولي للاتصالات                  | 26 أغسطس 1947        | 4 مايو 1993               |
|             | منظمة حظر الأسلحة الكيميائية              | ?                    | ?                         |
|             | مؤسسة التمويل الدولية                     | 20 يوليو 1956        | 25 فبراير 1993            |
|             | المركز الدولي لتسوية المنازعات الاستشارية | 15 أكتوبر 1966       | 26 نوفمبر 1998            |
|             | منظمة التجارة العالمية                    | ?                    | ?                         |
|             | منظمة الشرطة الجنائية الدولية             | ?                    | ?                         |

## وصلات خارجية
- موقع وزارة الخارجية الباكستانية